# Avicularia juruensis
De Avicularia juruensis (tên tiếng Anh: gespikkelde regenwoudboomspin) là một loài nhện trong họ Theraphosidae và thuộc chi Avicularia. Loài này phân bố ở Brasil.
De spin heeft op eerste helft van de voorste poten olijfgroene beharing, op de achterste donkerbruine beharing. Tussen elk segment van de poten zit een donkergele streep. De rest van de beharing is overwegend grijs. Het kopborststuk is olijfgroen met in het midden strepen die in verschillende richtingen staan. Het achterlijf is beige behaard.